# Skribňovo (dolina)
Skribňovo – dolina w Niżnych Tatrach na Słowacji. Jest orograficznie prawym odgałęzieniem Bocianskiej doliny, która dzieli Niżne Tatry na dwie części: zachodnią – większą i skupiającą wszystkie szczyty przekraczające 2000 m (Ďumbierske Tatry) oraz wschodnią – niższą i nieco mniej rozległą (Kráľovohoľské Tatry). Dolina Skribňovo znajduje się w części wschodniej.
Skribňovo wraz z położoną po drugiej stronie koryta rzeki Boca Michalovską doliną są najbardziej na północ wysuniętymi i najniżej położonymi odgałęzieniami Bocianskiej doliny. Obydwie mają wylot w tym samym miejscu – w niewielkiej i zanikającej osadzie Michalovo. Lewe zbocza doliny Skribňovo tworzy szczyt Skribňovo (1151 m), prawe szczyt Mních (1150 m). Dnem doliny spływa niewielki i bezimienny potok.
Dolina wyżłobiona jest w skałach wapiennych. Położony na wysokości 700 m n.p.m. i lejkowato rozszerzony wylot doliny jest płaski i bezleśny – jest to łąka należąca do osady Michalovo. Dalszą część doliny i jej zbocza porasta las. Dolina znajduje się poza obszarem Parku Narodowego Niżne Tatry.